# Смоловик, Валентин Иванович
Валентин Иванович Смоловик (6 мая 1903, Конотоп, Черниговская губерния, Российская империя — ? , Харьков, УССР, СССР) — советский военачальник, полковник (28.9.1943).

## Биография
Родился 6 мая 1903 года  в городе  Конотоп,  ныне  город  в Сумской области, Украины. Украинец.
До службы в армии  работал ремонтным рабочим 9-го участка службы пути на ж.-д. ст. Конотоп.

## Военная служба
В ноябре 1922 года убыл в Киев для поступления в авиашколу и 17 декабря был зачислен курсантом подготовительного авиационного училища, переформированного затем в Киевскую школу мотористов Красного Воздушного флота. С переводом её в Ленинград и объединением с Егорьевской школой была сформирована Ленинградская военно-теоретическая школа ВВС РККА, которую  Смоловик окончил в декабре 1924 года.
В марте 1925 года откомандирован во 2-ю военную школу летчиков им. Осоавиахима. 16 июля 1926 года прошёл летный курс и был направлен в Серпуховскую военную школу воздушного боя.
По завершении обучения в ноябре назначен в 24-ю авиаэскадрилью Харьковской авиабригады ВВС УВО, где проходил службу младшим и старшим летчиком. С октября 1931 года там же был командиром корабля и отряда в 8-м авиаотряде ОСО.
В ноябре 1933 года направлен на курсы в Военно-воздушную академию РККА, но уже в январе 1934 года переведен в Липецкую высшую летно-тактическую школу ВВС РККА. В декабре окончил последнюю и был назначен командиром 6-го корпусного авиаотряда ВВС УВО в городе Одесса. В 1937 году вступил в ВКП(б).
В феврале 1938 года назначен командиром 30-й скоростной легкобомбардировочной авиаэскадрильи ВВС КВО, однако в должность не вступил и в мае распоряжением начальника ВВС округа откомандирован в город Конотоп помощником командира 11-го легко-бомбардировочного авиаполка 62-й авиабригады. С этим полком с 11 января по 13 марта 1940 года принимал участие в Советско-финляндской войне.
По окончании боевых действий майор  Смоловик был откомандирован в город Кировоград для переучивания на самолёте СБ. В июне его назначили командиром 41-го скоростного бомбардировочного авиаполка ВВС ЗакВО. 6 марта 1941 года подполковник  Смоловик назначен инспектором по технике пилотирования Управления ВВС ХВО.

### Великая Отечественная война
С началом  войны исполнял должность начальника отдела боевой подготовки Управления ВВС ХВО. По расформировании округа в октябре 1941 года назначается командиром 21-го запасного авиаполка ВВС ПриВО.
В январе 1942 года  Смоловик направлен на КУКС при Военной академии командного и штурманского состава ВВС Красной армии в город Чкалов. В июне окончил их и был назначен заместителем командира 233-й штурмовой авиадивизии, которая в составе 1-й воздушной армии Западного фронта поддерживала наступление войск на юхновском, гжатском и ржевском направлениях. С февраля по май 1943 года Смоловик одновременно работал начальником учебного центра при дивизии по переучиванию летного состава на Ил-2.
5 августа 1943 года подполковник  Смоловик вступил в командование 233-й штурмовой авиадивизией. В составе 1-й воздушной армии дивизия участвовала в Смоленско-Рославльской наступательной операции, в ходе которой были освобождены города Ярцево и Починок. За успешные боевые действия по освобождению Ярцево ей присвоено наименование «Ярцевская». Зимой 1943-1944 гг. она поддерживала действия войск фронта на витебском и оршанском направлениях. В мае 1944 года дивизия передана в 4-ю воздушную армию и до конца войны воевала с ней на 2-м Белорусском фронте. Летом её части участвовали в Белорусской, Могилевской, Белостокской и Осовецкой наступательных операциях, в освобождении городов Шклов, Волковыск и Белосток. В январе — апреле 1945 года успешно действовала в Восточно-Прусской, Млавско-Эльбингской, Восточно-Померанской наступательных операциях, где поддерживала войска фронта в боях за города Цеханув, Грудзендз, Прейсиш, Старгард и Данциг. За успешные действия дивизия была награждена орденами Красного Знамени и Суворова 2-й ст..
За время войны комдив Смоловик был 25 раз персонально упомянут в благодарственных в приказах Верховного Главнокомандующего.

### Послевоенное время
После войны полковник Смоловик продолжал командовать этой же дивизией в СГВ. В конце апреля 1946 года перебазировал её на аэродром Бриг (Польша) в состав 4-го штурмового авиакорпуса.
В августе 1946 года зачислен в распоряжение Главкома ВВС.
19 февраля 1947 года полковник Смоловик уволен в запас по болезни.
Работал в ГВФ в  городе Харьков  командиром отряда спецприменений и инспектором авиаслужбы аэропорта.

## Награды
- два ордена Красного Знамени (22.07.1944[5], 03.11.1944[6])
- орден Суворова II степени (10.04.1945)[7]
- орден Кутузова II степени (29.05.1945)[8]
- орден Отечественной войны I степени (12.12.1943)[9]

медали в том числе:
- - «За победу над Германией в Великой Отечественной войне 1941—1945 гг.»
  - «За взятие Кёнигсберга»

Приказы (благодарности) Верховного Главнокомандующего в которых отмечен В. И. Смоловик.
- За овладение штурмом важнейшим опорным пунктом обороны немцев на путях к Смоленску – городом Духовщина. 19 сентября 1943 года. № 17.
- За форсирование реки Проня западнее города Мстиславль, прорыв сильно укрепленной оборону немцев, овладение районным центром Могилевской области – городом Чаусы и освобождение более 200 других населенных пунктов, среди которых Черневка, Ждановичи, Хоньковичи, Будино, Васьковичи, Темривичи и Бординичи. 25 июня 1944 года № 117.
- За овладение городом и крупным железнодорожным узлом Волковыск – важным опорным пунктом обороны немцев, прикрывающим пути на Белосток. 14 июля 1944 года № 138.
- За овладение штурмом городом и крупным промышленным центром Белосток – важным железнодорожным узлом и мощным укрепленным районом обороны немцев, прикрывающим пути к Варшаве. 27 июля 1944 года № 151.
- За овладение штурмом городом и крепостью Остроленка – важным опорным пунктом обороны немцев на реке Нарев. 6 сентября 1944 года № 184.
- За освобождение города и крепости Ломжа — важного опорного пункта обороны немцев на реке Нарев. 13 сентября 1944 года № 186.
- За овладение штурмом городом Пшасныш (Прасныш), городом и крепостью Модлин (Новогеоргиевск) — важными узлами коммуникаций и опорными пунктами обороны немцев. 18 января 1945 года. № 226.
- За овладение штурмом городами Млава и Дзялдово (Зольдау) – важными узлами коммуникаций и опорными пунктами обороны немцев на подступах к южной границе Восточной Пруссии и городом Плоньск – крупным узлом коммуникаций и опорным пунктом обороны немцев на правом берегу Вислы. 19 января 1945 года. № 232.
- За овладение городами Восточной Пруссии Остероде и Дейч-Эйлау — важными узлами коммуникаций и сильными опорными пунктами обороны немцев. 22 января 1945 года. № 244.
- За овладение штурмом городом Эльбинг — крупным узлом коммуникаций и мощным опорным пунктом обороны немцев на правом берегу Вислы, прикрывающим подступы к Данцигской бухте. 10 февраля 1945 года. № 271.
- За овладение городами Руммельсбург и Поллнов — важными узлами коммуникаций и сильными опорными пунктами обороны немцев в Померании. 3 марта 1945 года. № 287.
- За выход на побережье Балтийского моря и овладение городом Кёзлин — важным узлом коммуникаций и мощным опорным пунктом обороны немцев на путях из Данцига в Штеттин. 4 марта 1945 года. № 289.
- За овладение городом и крепостью Грудзёндз (Грауденц) – мощным узлом обороны немцев на нижнем течении реки Висла. 6 марта 1945 года. № 291.
- За овладение городами Гнев (Меве) и Старогард (Прейсиш Старгард) – важными опорными пунктами обороны немцев на подступах к Данцигу. 7 марта 1945 года. № 294.
- За овладение городами Бытув (Бютов) и Косьцежина (Берент) — важными узлами железных и шоссейных дорог и сильными опорными пунктами обороны немцев на путях к Данцигу. 8 марта 1945 года. № 296.
- За овладение важными опорными пунктами обороны немцев на подступах к Данцигу и Гдыне — городами Тчев (Диршау), Вейхерово (Нойштадт) и выход на побережье Данцигской бухты севернее Гдыни, с занятием города Пуцк (Путциг). 12 марта 1945 года. № 299.
- За овладение городом и крепостью Гданьск (Данциг) — важнейшим портом и первоклассной военно-морской базой немцев на Балтийском море. 30 марта 1945 года. № 319.
- За форсирование восточного и западного Одера южнее Штеттина, прорыв сильно укрепленную оборону немцев на западном берегу Одера и овладение главным городом Померании и крупным морским портом Штеттин, а также занятие городов Гартц, Пенкун, Казеков, Шведт. 26 апреля 1945 года. № 344.
- За овладение городами Пренцлау, Ангермюнде — важными опорными пунктами обороны немцев в Западной Померании. 27 апреля 1945 года. № 348.
- За овладение городами и важными узлами дорог Анклам, Фридланд, Нойбранденбург, Лихен и вступили на территорию провинции Мекленбург. 29 апреля 1945 года. № 351.
- За овладение городами Грайфсвальд, Трептов, Нойштрелитц, Фюрстенберг, Гранзее – важными узлами дорог в северо-западной части Померании и в Мекленбурге. 30 апреля 1945 года. № 352.
- За овладение городами Штральзунд, Гриммен, Деммин, Мальхин, Варен, Везенберг — важными узлами дорог и сильными опорными пунктами обороны немцев. 1 мая 1945 года. № 354.
- За овладение городами Барт, Бад-Доберан, Нойбуков, Варин, Виттенберге и за соединение на линии Висмар, Виттенберге с союзными нам английскими войсками. 3 мая 1945 года. № 360.
- За овладение городом Свинемюнде — крупным портом и военно-морской базой немцев на Балтийском море. 5 мая 1945 года. № 362.
- За форсирование пролива Штральзундерфарвассер, захват на острове Рюген городов Берген, Гарц, Путбус, Засснитц и полное овладение островом Рюген. 6 мая 1945 года. № 363.